# Barbara Gębczak-Janas
Trwa reanimacja tego artykułu/biogramu. Pomóż go nam poprawić.
Barbara Gębczak-Janas (ur. 1976) – polska malarka.
Studiowała na Wydziale Edukacji Artystycznej ASP w Poznaniu oraz na Wydziale Malarstwa i Rzeźby ASP we Wrocławiu, gdzie w 2002 roku obroniła dyplom z malarstwa w pracowni prof. Andrzeja Klimczaka Dobrzanieckiego i aneks z rysunku w pracowni prof. Pawła Jarodzkiego.
Laureatka VI Konkursu im. Eugeniusza Gepperta (2004). 
Otrzymała Grad Prix Ministra Kultury i Sztuki w konkursie Promocje – Malarstwo Młodych w Legnicy (2003). 
Dwukrotna finalistka konkursu na „Obrazu Roku” organizowanego przez miesięcznik "Art & Business” (2003, 2004).
Źródłem jej malarstwa są chwile, motywy, postacie wyrwane z kontekstu rzeczywistości. Odrealnione obrazy zaobserwowane w życiu codziennym, jak Wspomnienie lata (2004), odnalezione za pośrednictwem mediów idealne wizerunki żurnalowych piękności - Pretty (2005) lub tajemnicze, oniryczne weduty, np. Mulholland Drive (2004). Gębczak Janas stawia pytanie o prawdziwą naturę otaczającego nas świata i sposób funkcjonowania znajdującego się w nim człowieka.

## Wystawy
- 2006 Będzie gorąco, wyst. ind. BWA Wrocław;
- 2005 Untitled, wyst. ind. Galeria Sztuki, Legnica; Pretty, wyst. ind. Galeria Karowa, Warszawa;
- 2004 Mulholland drive, wyst. ind. Amfilada, Szczecin; Lato w mieście, wyst. ind. Fabryka Trzciny, Warszawa;
- 2003 Wspomnienie lata, wyst. ind. Entropia, Wrocław; Morze, wyst. ind. BGSW Słupsk; Some like it hot, Bloxham Gallery, Londyn;
- 2002 Pol-art, wyst. ind. Wiedeń; Rybie Oko2, Bałtycka Galeria Sztuki Współczesnej, Słupsk;
- 2001 Jestem Modna, wyst. ind. Entropia, Wrocław; Europe non-stop, BWA Zielona Góra.